# Villarrasa
Villarrasa é um município da Espanha na província de Huelva, comunidade autónoma da Andaluzia, de área 72,11 km² com população de 2114 habitantes (2004) e densidade populacional de 29,32 hab/km².

## Demografia
| Variação demográfica do município entre 1991 e 2004 | Variação demográfica do município entre 1991 e 2004 | Variação demográfica do município entre 1991 e 2004 | Variação demográfica do município entre 1991 e 2004 |
| --------------------------------------------------- | --------------------------------------------------- | --------------------------------------------------- | --------------------------------------------------- |
| 1991                                                | 1996                                                | 2001                                                | 2004                                                |
| 2182                                                | 2092                                                | 2085                                                | 2114                                                |